# General Grant (árvore)

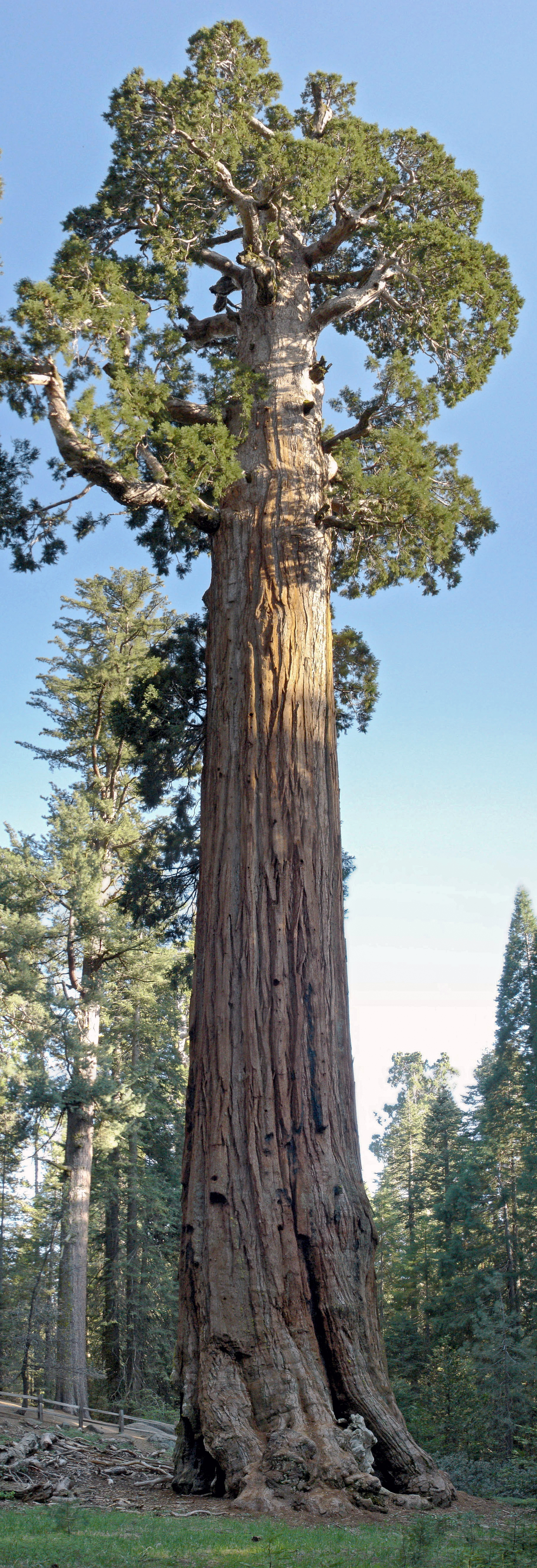
A árvore General Grant no Parque Nacional de Kings Canyon

General Grant é um espécime de sequoia-gigante no Parque Nacional de Kings Canyon, na Califórnia, e a segunda maior árvore do mundo. Acreditava-se que tinha mais de 2 000 anos, mas estimativas mais recentes sugerem que a árvore General Grant está perto de 1 650 anos de idade. A árvore também apresenta a terceira maior circunferência de qualquer sequoia-gigante viva, medindo 32,8 m (107,6 ft) de circunferência no nível ao solo.

## História
A árvore foi nomeada em 1867 em homenagem a Ulysses S. Grant, general do Exército da União e o 18º Presidente dos Estados Unidos (1869-1877). O presidente Calvin Coolidge proclamou a sequoia-gigante como "Árvore de Natal da Nação" em 28 de abril de 1926. Devido à sua enorme base, pensava-se que a árvore General Grant era a maior árvore da Terra antes de 1931, quando as primeiras medições precisas indicaram que a General Sherman era ligeiramente maior. Em 29 de março de 1956, o presidente Dwight D. Eisenhower declarou a árvore um "Santuário Nacional", um memorial para aqueles que morreram na guerra. A árvore é o ser vivo não-humano com mais homenagens.
Em setembro de 2003, a General Grant subiu uma posição na listagem de tamanhos de sequoias-gigantes, quando a árvore de Washington perdeu a sua copa e a metade superior do seu tronco após um incêndio causado por um raio.

## Dimensões
|                                    | Metros   | Pés        |
| Altura acima da base               | 81,5 m   | 267,4 ft   |
| Circunferência ao nível do solo    | 32,8 m   | 107,6 ft   |
| Diâmetro à altura do peito (1,4 m) | 8,8 m    | 28,9 ft    |
| Diâmetro 18 m acima da base        | 5 m      | 16,3 ft    |
| Diâmetro 55 m acima da base        | 3,9 m    | 12,9 ft    |
| Volume estimado do tronco          | 1 320 m³ | 46 608 ft³ |